# 프란체스코 (1989년 영화)
프란체스코(Francesco)는 독일(구 서독)에서 제작된 릴리아나 카바니 감독의 1989년 드라마 영화이다. 헤르만 헤세의 소설을 바탕으로 제작되었다. 미키 루크 등이 주연으로 출연하였다.

## 출연

### 주연
- 미키 루크
- 헬레나 본햄 카터

### 조연
- 마리오 아도프
- 피터 베링
- 파올로 보나첼리
- 안드레아 페럴
- 한스 지쉴러